# Steven Borough
Steven Borough (Northam, Devon, 25 de setembre de 1525 – 12 de juliol de 1584) fou un navegant anglès del segle xvi recordat per haver pres part en diverses expedicions britàniques als mars de l'Àrtic.

## Biografia
El 1553 va participar en l'expedició que s'envià des del Tàmesi, comandada per Hugh Willoughby a la recerca d'un pas pel nord de Rússia per arribar a Catai i l'Índia, servint com a mestre a l'Edward Bonaventure, en el qual Richard Chancellor navegava com a pilot en cap. Separats per una tempesta de la Bona Esperanza i el Bona Confidentia, els altres dos vaixells de l'expedició, Chancellor i Borough continuaren el seu viatge sols, navegant pel mar Blanc.
En una segona expedició, a bord del Serchthrift el 1556, descobrí l'estret de Kara, el pas que connecta les aigües del mar de Kara i les del mar de Petxora, localitzat entre la punta nord de l'illa Vaigatx i Nova Terra. Bloquejats pel gel, Borough navegà fins al mar Blanc i hivernà a Colomogro (Kholmogori). El 1560 va estar a càrrec d'una altra expedició a Rússia.
Al voltant de 1558 va visitar l'escola de navegació de Sevilla. D'allà va portar a Anglaterra una còpia de l'obra Breve Compendio, del cosmògraf espanyol Martín Cortés de Albacar. Borough tenia la seva còpia traduïda per Richard Eden i publicada com l'Art of Navigation el 1561. Como a tal, es convertí en el primer manual anglès de navegació.
A principis de 1563 fou nomenat cap de pilots i un dels quatre mestres dels vaixells d'Elisabet I d'Anglaterra al Medway, càrrec que ocupà fins a la seva mort. Va morir el 12 de juliol de 1584, i fou enterrat a Chatham. El seu fill, Christopher Borough, va escriure una descripció d'una expedició comercial realitzada entre 1579 i 1581 des del mar Blanc fins a la mar Càspia i tornada.